# Nama (Burkina Faso)
Pour les articles homonymes, voir Nama.
Ne doit pas être confondu avec Néma (Burkina Faso).
Nama est une commune située dans le département de Tenkodogo de la province de Boulgou dans la région du Centre-Est au Burkina Faso.